# Himerism (literatură)
Himerismul este un concept și manifest din literatura română, lansat de scriitorul Vasile Baghiu în 1998, în revista România literară.

## Definiție și încadrare
Himerismul teoretizează asupra unei direcții trans-naționale în poezie și are în vedere patru componente esențiale: transfigurarea, maladivul, călătoria și știința. Prin inventarea personajului Himerus Alter (prezent în majoritatea volumelor de poezie ale autorului), poetica himeristă urmărește trăirea unei „vieți paralele”, cu scopul cuprinderii diferitelor locuri de pe glob și a unor perioade din trecut, altfel inaccesibile din perspectivă strict biografistă. Boala, ca al doilea element important, se dorește o tehnică a evitării riscului superficialității și al ludicului (elemente specifice postmodernismului, de sub umbrela căruia autorul încearcă o ieșire, prin himerism), precum și un instrument de cunoaștere. Cât privește călătoria, ea devine în accepțiunea himeristă calea de ieșire din provincialism și de exprimare a lumii noastre globalizante. În sfârșit, abordarea științei cu mijloacele poeziei poate fi o șansă de „umanizare” a unui domeniu arid, greu accesibil. Programul himerismului constă în scrierea unui tip de poezie care să cuprindă toate aceste patru componente în substanța ei, iar dezideratele au în vedere recuperarea utopiei romantice și reflectarea lumii multiculturale de azi, cu problemele legate de identitate, înstrăinare etc.. Corpusul teoretic al manifestelor himerismului crește pe întreaga poezie scrisă de autorul lor și încearcă să lămurească mecanismele unei arte poetice care se confundă cu „stilul de viață poetic” și care propune trăirea „live” a poeziei scrise. Considerat „cel mai important manifest literar al sfârșitului de secol douăzeci”, "cea mai nuanțată, mai limpede și mai explicit expusă artă poetică din poezia anilor nouăzeci", "un manifest incitant", himerismul pledează pentru cultivarea unui personaj apatrid, a unui cetățean universal (Himerus Alter), pentru ieșirea din provincialism pe seama cosmopolitismului, se opune spiritului demitizant al postmodernismului și pragmatismului său antipoetic și „privește înspre un nou secol în care globalizarea vieții pe Terra va fi o realitate” Având conexiuni cu bovarismul lui Jules de Gaultier și cu tentația heteronomică a lui Fernando Pessoa, himerismul își propune, pe seama poeziei inventatorului său și a teoretizărilor, să scoată poezia din zona "eului biografist", prin "mimarea libertății depline". El poate trimite și la unele abordări psiho-terapeutice în care imaginea persoanei joacă roluri importante. 
Himerismul este prima paradigmă literară care propune o ieșire din mișcarea postmodernistă.Imediat după manifestul himerist, au apărut în deceniul următor și alte manifeste, cum ar fi fracturismul și deprimismul.

## Scurt istoric
Ideea himerismului este legată de o întâmplare petrecută în 1988, în perioada în care Vasile Baghiu trăia la Sanatoriul de tuberculoză Bisericani din județul Neamț. Ea este descrisă în primul manifest și are semnificația unei revelații., 
Au fost publicate până acum patru manifeste ale himerismului. Primul a apărut în România literară. Al doilea manifest, cu mai multe detalii teoretice și tehnice, a apărut în revista Familia, a fost inclus - într-o versiune corectată de autor - și în volumul "Fantoma sanatoriului" și reprezintă textul intervenției autorului la colocviul „Există o nouă direcție în literatura română?”, organizat în primăvara anului 1998 de revista orădeană. Al treilea text-manifest asupra conceptului poetic al himerismului a fost publicat în revista Poesis și aduce noi lămuriri asupra relației viață-literatură discutată în manifestele anterioare. Al patrulea text asupra conceptului poetic al himerismului a fost publicat în revista Vatra.

## Evoluție și perspective
Vasile Baghiu a publicat și alte texte teoretice asupra himerismului. Ele au avut ecouri reale în lumea literară și uneori au dus la mici polemici, în care autorul își apără invenția literară. În legătură cu aceste pusee polemice, criticul Al. Cistelecan crede că "nu există nici un complot contra lui Baghiu și nici contra himerismului" și spune că "iritarea poetului, psihologic de înțeles, estetic devine cel puțin excesivă". În același articol, criticul de la Vatra lasă, totodată, și o ușă întredeschisă pentru himerism: "La urma urmei, un poet poate fi mai important decât un ideolog, deși eu n-aș da pierdută nici bătălia conceptuală a lui Vasile Baghiu". La rândul său, criticul Gheorghe Grigurcu, într-un eseu despre stilul critic al lui Al. Cistelecan, este de părere că himerismul lui Vasile Baghiu are viitor și face trimitere în această notă la o idee a lui Tudor Vianu despre „subtonul dureros” și valoarea unei opere literare.
Dincolo de polemici, Vasile Baghiu simte necesitatea unor delimitări. Într-un articol din revista Mozaicul, "inventatorul himerismului", cum îl numește Roxana Sorescu, încearcă, pe un ton polemic, să clarifice relația himerismului cu postmodernismul: "Himerismul este o alternativă la postmodernism din următoarele motive: 1) nu face din ludic un scop în sine; 2) își îngăduie o utopie (transfigurarea, bovarismul, călătoria), rămânând în același timp în realitate și poate chiar în realism sau naturalism (maladivul, știința); 3) este mai precis delimitat ca ideologie literară (definiții și trăsături ferme); 4) privește înspre viitor cultivând experimentul (știința în poezie) și încercarea teoretică în marginea experimentului (pozitivism liric, poeton).
De asemenea, în răspunsul la întrebarea criticului Ion Simuț dintr-un număr al revistei Familia apărut la puțin timp după primul manifest ("S-ar putea face o conexiune între onirismul dimovian și himerismul pe care îl promovezi teoretic și practic într-un manifest și în propria poezie?"), Vasile Baghiu nuanțează și relația cu onirismul a conceptului său: "Himerismul nu are nici o legătură cu onirismul pentru că nu cultivă fantasticul și nici ambiguitatea. De asemenea, himerismul respinge excesele ludice, pe când poezia lui Leonid Dimov le include definitoriu. În fine, himerismul este o poetică a posteriori (care are la bază, altfel spus, cele patru cărți de poezie pe care le-am publicat) și expresia unei experiențe poetice individuale (așa cum sunt senzaționismul și personismul), iar onirismul a apărut ca o consecință a frământărilor unui grup. (...) Himerismul este prima direcție poetică limpede și coerentă de la momentul oniric până azi."
De altfel, autorul himerismului propune periodic nuanțări și detalieri ale acestei orientări poetice. Între acestea poate fi menționat și manifestul publicat în Poesis, în care, în aceeași notă a confesiunii prezentă în toate manifestele, Vasile Baghiu spune: „Himerismul este un spectacol de poezie pe care l-am oferit lumii literare într-o vreme în care ea, lumea literară, se plictisise foarte tare de postmodernism. Himerismul este o aventură a poeziei pe care orice poet și-ar dori s-o trăiască. Am ajuns la himerism pentru că am îndrăznit să dau frâu liber, prin poezie, gândurilor legate de identitatea mea în lumea în care trăiesc, nu numai în lumea românească, dar în lumea întreagă. Acum, când există posibilitatea de a călători liber, în Vest și oriunde, scriitorii români ar putea să înțeleagă mai bine ceea ce am dorit să spun prin inventarea himerismului. Dacă nu se putea trăi normal în acele vremuri, eu voiam ca măcar în poezia mea să trăiesc normal, să pot călători, să fiu ca toată lumea din lumea largă. A fost întâi un impuls de natură ontologică și abia după aceea el s-a convertit în poetică. Era visul unui om care se gândea la spațiul european, la spațiul lumii întregi ca fiind ale lui, dar la care nu avea acces. De aici întreaga aventură. O aventură care abia începe…”.
Himerismul a devenit în timp și criteriu de antologare a unor grupări poetice anterioare apariției lui. Iar astăzi există autori care sunt comentați în legătură cu această paradigmă care pune sub semnul întrebării postmodernismul.
După 2010, autorul himerismului a publicat, în revista Timpul, o serie de articole  cu titlul Pe urmele lui Himerus Alter, în care cititorul este familiarizat cu noua etapă a poeziei himeriste, accea a „trăirii live” în sensul vizitării reale a unor locuri din Europa pe care până atunci doar personajul său pe nume Himerus Alter le văzuse.
„Aventura himerismului”, despre care vorbește autorul în confesiunea sa, a cunoscut și unele ieșiri în spațiul european. Una dintre ele este un articol publicat de revista vieneză Buchkultur  cu titlul: Chimärismus (Himerism). În prezentarea articolului, revista subliniază: "Die Sehnsucht nach der Freiheit, die Welt zu erkundschaften war für den rumänischen Erzähler und Lyriker Vasile Baghiu Grundlage für ein ganz eigenes Literturkonzept, einer eigenen literarischen Strömung." („Dorința de libertate și un anumit spirit de explorator al lumii au fost pentru prozatorul și poetul român Vasile Baghiu baza pentru construirea unui întreg concept literar, a unui  curent literar propriu.") De asemenea, poetul a avut, la Întâlnirea bilateralã PEN-Club România-Franța de la Paris, din 2011, o intervenție cu titlul „Le chimérisme – un regard vers le monde”, în care descrie modul în care a ajuns la ideea himerismului și ce înseamnă acest concept în cadrul relației viață-literatură.